# Diosdado Cabello
Diosdado Cabello Rondón, född 15 april 1963 i El Furrial, Monagas, är en venezuelansk politiker och regeringschef i Venezuela.